# Marian Ionescu
Marian Ion Ionescu (n. 21 august 1929, Târgoviște, Dâmbovița, România – d. 12 octombrie 2023) a fost un om de știință, profesor în medicină și chirurg cardiolog român și britanic care a activat în Regatul Unit. A fost inventator de echipamente chirurgicale, în special valve artificiale pentru inimă. De asemenea, a fost pasionat de literatură și filozofie și amator de alpinism și ski. A fost absolvent al Facultății de Medicină din București. A lucrat în România la spitalul din Târgoviște și apoi la Spitalul Clinic Fundeni la Clinica de chirurgie unde a introdus tehnica circulației extracorporale în chirurgia cardiacă. A părăsit România în 1965 plecând în Marea Britanie unde a lucrat într-un departament de chirurgie cardiacă în orașul Leeds.